# Fritzův mlýn (Zářečí)
Fritzův mlýn stojí na řece Svitavě v katastrálním území Zářečí nad Svitavou v okrese Svitavy.

## Historie
Na místě vyhořelého mlýna, který už provozoval v letech 1787–1797 Ignát Fritz, v druhé polovině roku 1908 postavil Johann Fritz nový vodní mlýn v historizujícím slohu s prvky secese. V roce 1930 je uváděn jako majitel J. Fritz a synové. V padesátých letech 20. století byl mlýn spravován státním statkem v Březové nad Svitavou. V roce 2019 mlýn zakoupil pan Votřel.

## Popis
Mlýn je dvoupodlažní zděná omítaná budova. V každém poschodí byl pracovní sál 20 × 10,2 m, který měl elektrické osvětlení. Na hlavní budovu navazovaly budovy skladiště a vozovny. Při přestavbě (1909) byla dvě vodní kola nahrazena Francisovou turbínou, která měla hltnost 1,26 m³/s, spád 2,2 m a výkon asi 27,5 HP.